# Kaštel Ćipiko u Kaštel Novome
Kaštel Ćipiko (Cippico) u mjestu Kaštel Novome, Obala kralja Tomislava, Grad Kaštela, zaštićeno kulturno dobro.

## Opis dobra
Godine 1512. trogirski plemić Pavao Antun Cippico dobio je dozvolu mletačkih vlasti za gradnju kule i utvrđenog naselja za zaštitu od turskih napada. Kula je izgrađena u moru, a s kopnom je bila povezana mostom. Sastoji se od prizemlja i tri kata. Na drugom katu južnog pročelja sačuvane su konzole i dvoja vrata balkona koji je građen u doba nastanka kule te je razvidno da je južno pročelje bilo reprezentativno jer nije bilo direktno izloženo napadima. Sjeverno pročelje ima obrambeni karakter i ostatke konzola balkona koji je građen krajem 16.st. na drugom katu. Nad vratima sjevernog pročelja nalazi se grb obitelji Ćipiko, a s obje njegove strane nalaze se isklesani reljefi lavova.

## Zaštita
Pod oznakom Z-4308 zavedena je kao nepokretno kulturno dobro - pojedinačno, pravna statusa zaštićena kulturnog dobra, klasificirano kao "vojne i obrambene građevine".